# Les Contamines-Montjoie

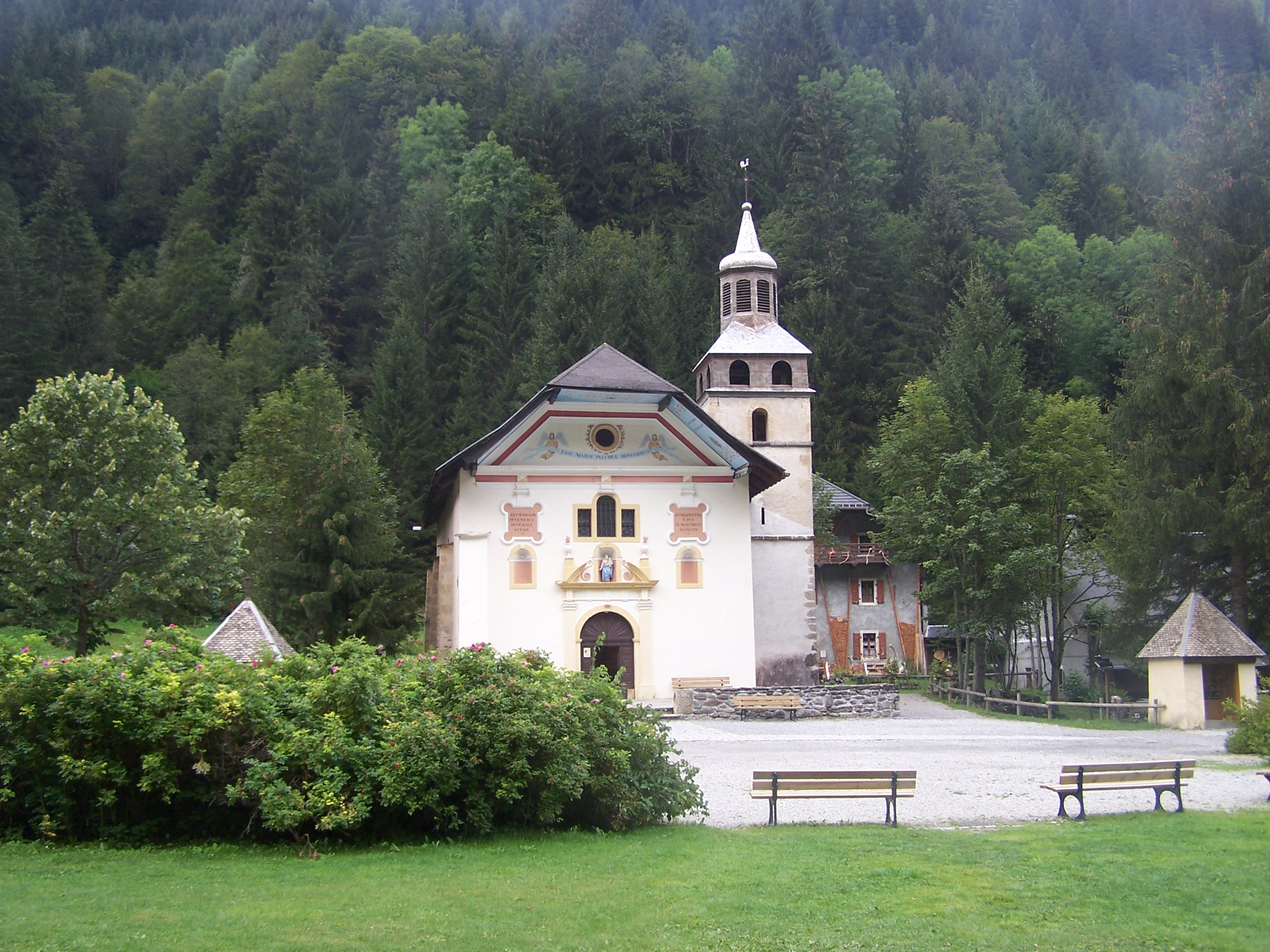
Notre-Dame-de-la-Gorge Church near Les Contamines-Montjoie

Les Contamines-Montjoie là một xã trong tỉnh Haute-Savoie thuộc vùng Rhône-Alpes đông nam Pháp.